# Веб-енциклопедія Києва
Веб-енциклопедія Києва (WEK) — це один з найстаріших вебсайтів, присвячених місту Києву — столиці України. Був створений у 1999 році Ярославом Бойчуком та став першою українською електронною мережевою енциклопедією. Сайт є найбільшим україномовним києвознавчим вебресурсом і одним з найпопулярніших сайтів про Київ. На WEK часто посилаються туристичні фірми на своїх сайтах та у рекламних матеріалах.
На сайті розміщені статті (майже 4 000), присвячені історії міста, архітектурним, історичним та археологічним пам'яткам, персоналіям і подіям, пов'язаним з Києвом. На WEK використовується технологія, яка дозволяє користувачам власноруч додавати, видаляти, редагувати та змінювати текст існуючих статей без обов'язкової реєстрації. З липня 2005 року сайт працює на платформі MediaWiki з відкритим вихідним кодом.
Наповнення сайту розпочиналося на основі енциклопедичного довідника «Київ», виданого головною редакцією УРЕ в 1981 році. Проте відомості суттєво доповнювалися та оновлювалися. Енциклопедія має багато в ілюстрацій — зображення, карти, схеми, фотографії. Особливістю є наявність анімації.
З 2011 року темпи наповнення енциклопедії значно скоротилися.
Станом на 2024-2025 роки не функціонує. 